# Catocastro
Il fiume Catocastro, anche denominato Licetto nel tratto più prossimo alla sorgente, è un corso d'acqua che scorre nel versante tirrenico della provincia di Cosenza, attraversando i comuni di Lago ed Amantea.
Il fiume viene originato da tre corsi d'acqua: una, quella considerata principale, proveniente da Monte Cocuzzo (1541 m s.l.m.), e poi due affluenti provenienti uno dalla Serra delle Grandini (1130 m s.l.m.) e l'altro dalle falde del Monte Pellegrino in località Terrati (644 m s.l.m.). Nell'ultimo tratto del suo percorso verso il mar Tirreno il fiume è affiancato dalla variante della strada statale 278 Cosenza-Amantea, importante arteria stradale che collega il capoluogo alla costa attraverso le valli del Catocastro e del Busento.
Il toponimo Catocastro deriverebbe dalla preposizione greca κατα ("sotto") in composizione con il sostantivo latino castrum ("castello"), dunque letteralmente "sotto il castello": questo nome è dovuto al fatto che nell'ultimo tratto il fiume scorre ai piedi della rupe del Castello di Amantea.